# Louis-Joseph Mondhare
Louis-Joseph Mondhare, né en 1734 et mort le 21 août 1799, est un graveur, éditeur et marchand d'estampes parisien originaire de Normandie.  

## Biographie

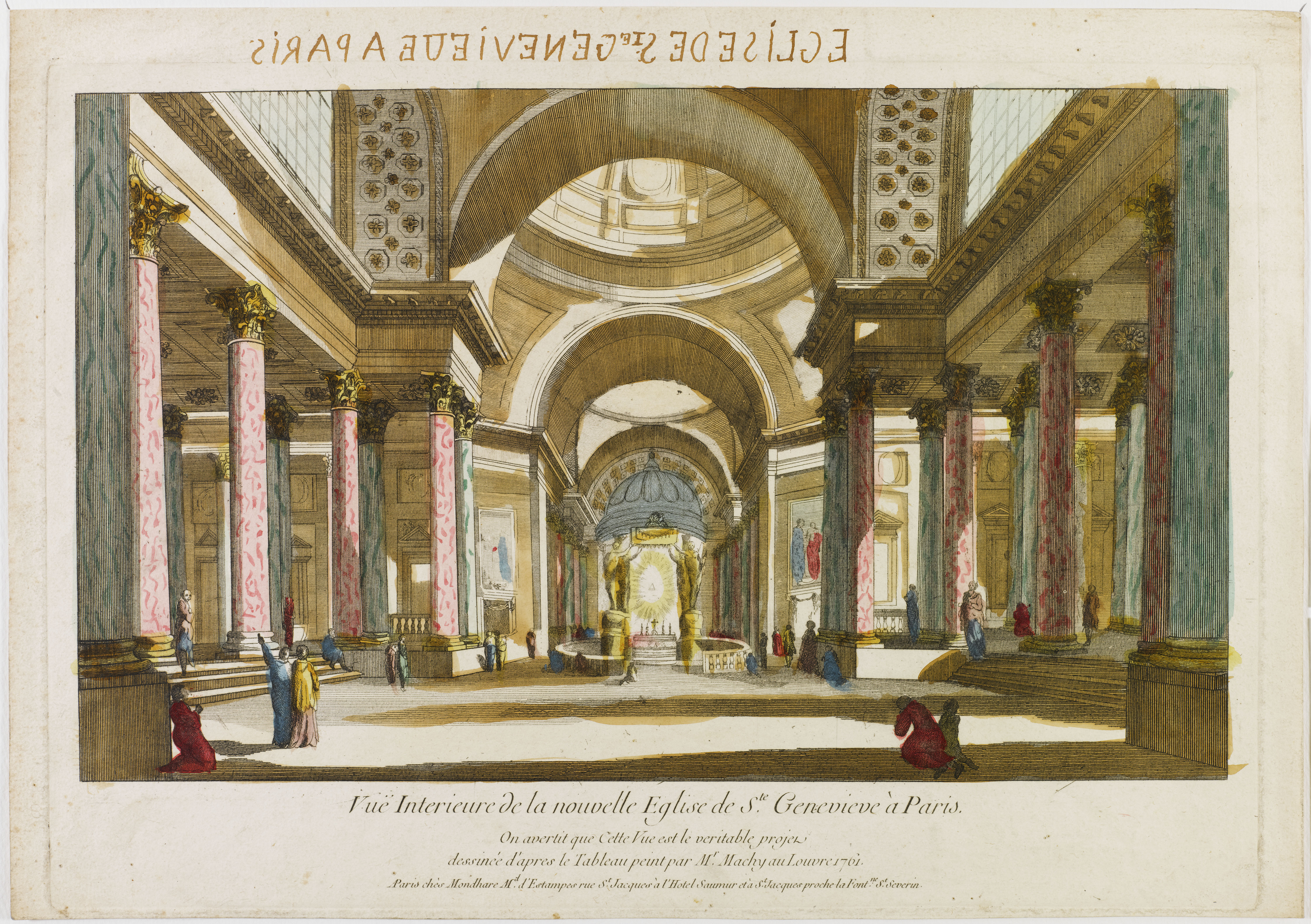
Église Sainte-Geneviève à Paris

Il est localisé à Paris vers 1759, date à laquelle il commence à éditer des estampes portants l'adresse de l'hôtel de Saumur, rue Saint-Jacques. 
Il produit des estampes, parmi lesquelles des vues d'optique ; il avait en 1782, estimé le fonds de son concurrent décédé, Laurent-Pierre Lachaussée. 
Marié à Marie-Anne Chaperon, il a une fille, Marie-Jeanne-Barbe Mondhare, qui épouse en 1784 Pierre Jean, originaire de la Manche.
Son activité cesse vers 1792. Son gendre Pierre Jean, avec qui il était associé depuis plusieurs années, lui succède.